# キングス・チャペル

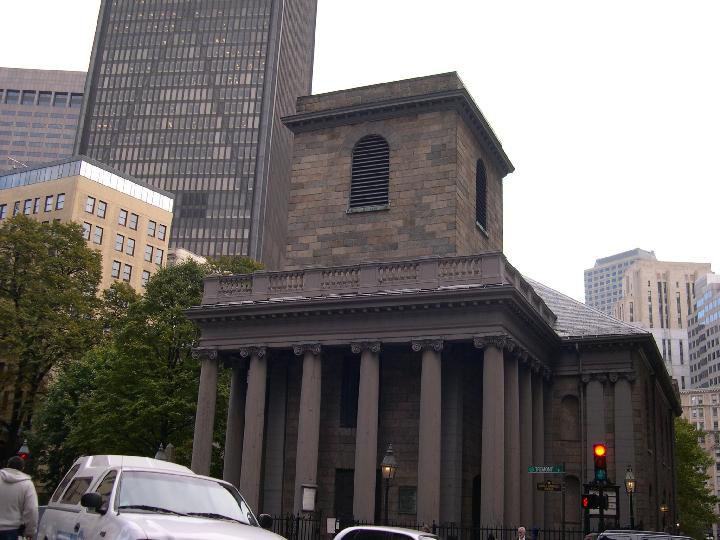
キングス・チャペル

キングス・チャペル（King's Chapel）は、アメリカ合衆国マサチューセッツ州ボストン市に立地するユニテリアン派の教会堂。同市最初の聖公会の教会堂である。トレモント通り（Tremont Street）とスクール通り（School Street）の角に位置する。18世紀には「ストーン・チャペル」と呼ばれていた。1754年に完成し、建築家ピーター・ハリソンのコロニアル様式の最高傑作の1つとされ、1960年にはアメリカ合衆国国定歴史建造物に認定された。

## 歴史
1686年、イングランド王ジェームズ2世の時代に植民地であったニューイングランド初の聖公会教会堂としてエドマンド・アンドロス総督によりキングス・チャペル信徒団が創立された。キングス・チャペルは1688年に建てられた。当時は木造であった。住民が清教徒の教会以外には土地を売らなかったため、教会は公営墓地(現キングス・チャペル墓地)の中に立てられた。

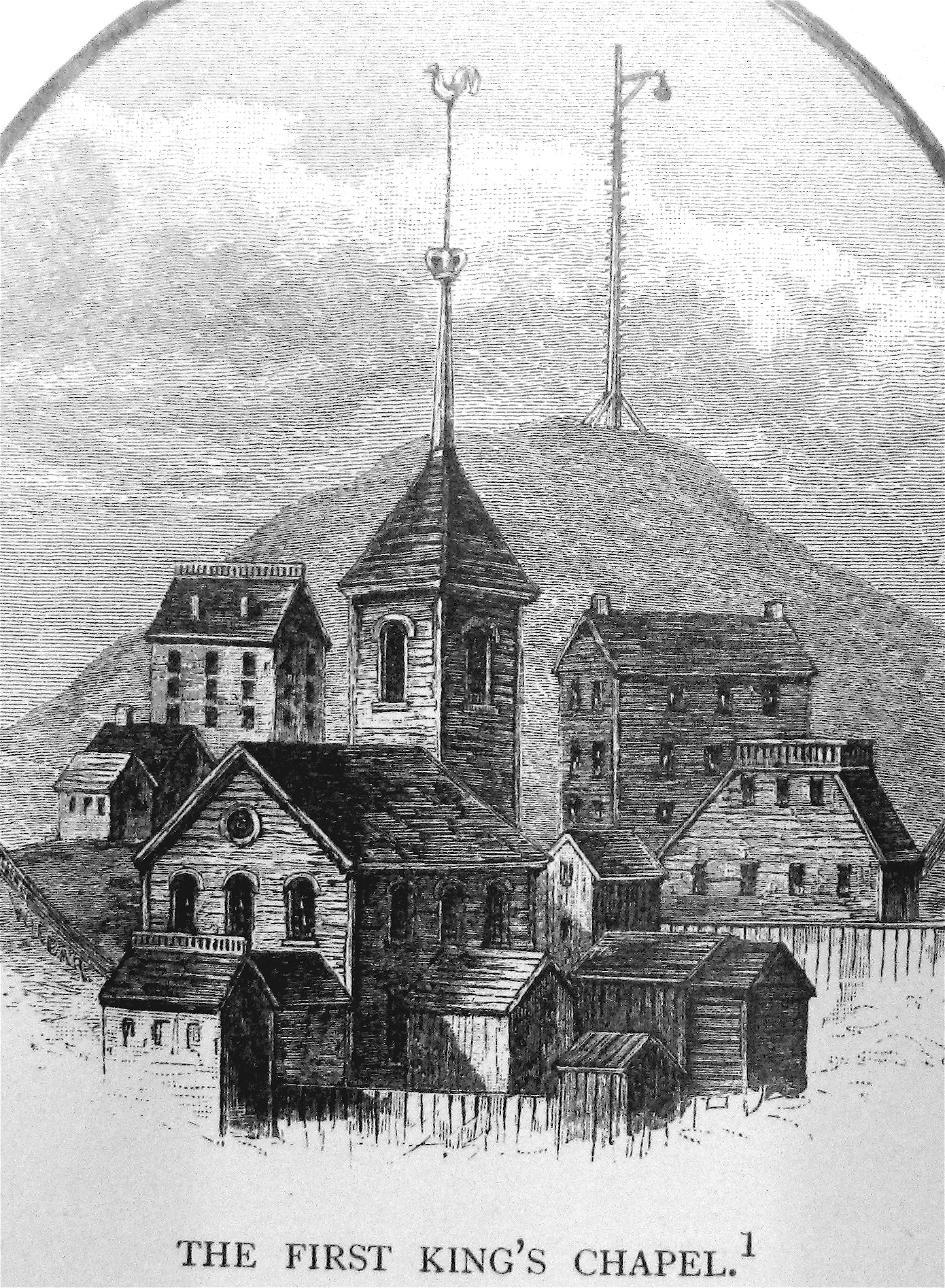
1688年

ピーター・ハリソンの設計により1749年から1754年まで5年の歳月をかけて教会堂が建てかえられ、現在の石造の建物になった。木造の建物の周りに石造の建物を建て、石造の建物の完成後、木造の建物を解体して窓から撤去した。この材木はカナダのノバスコシア州ルーネンバーグに船で移送され、聖ジョン聖公会教会堂の建築に使用された。しかし2001年のハロウィンの夜に焼失し、建て直されている。当初階段が設置される予定であったが、資金不足により設置されなかった。

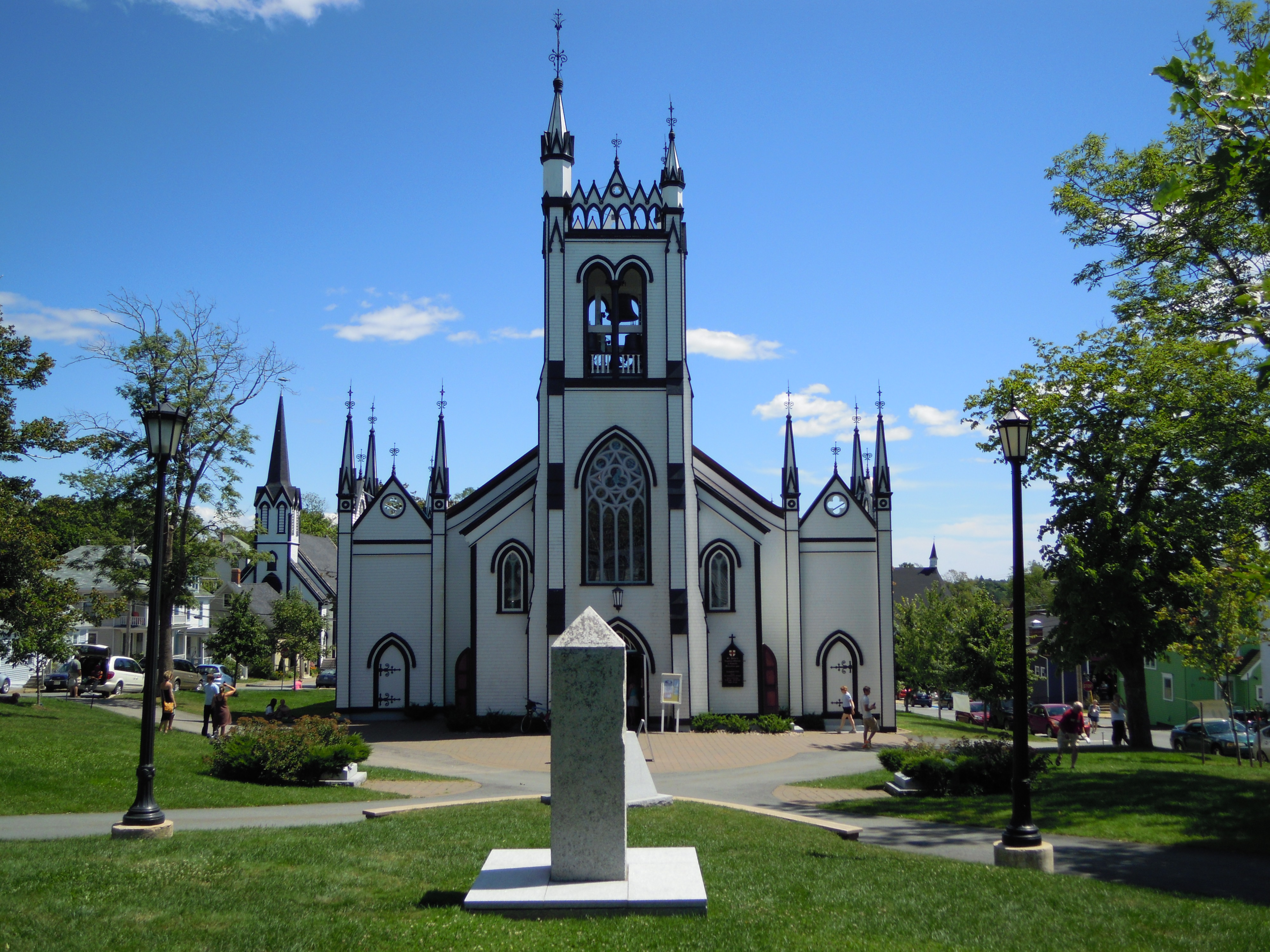
1754年、キングス・チャペルを解体し、ノバスコシア州に聖ジョン聖公会教会堂として再建された。

独立戦争中、この教会堂は閉鎖されていたため「石の礼拝堂」（Stone Chapel）と呼ばれた。イギリス支持者の家族はノバスコシア州やイングランドへ逃れ、残された者たちが独立戦争後の1782年、この教会を聖公会祈祷書の改訂者であるジェームス・フリーマン（James Freeman）のもと、ユニテリアン派の教会として再開した。その当時フリーマンはまだこのキングス・チャペルを監督派の教会にしようとしていたが、聖公会はフリーマンの叙任を拒んだ。そうした経緯から、この教会においては現在でも聖公会とユニテリアン派のハイブリッド的な教義が採られている。

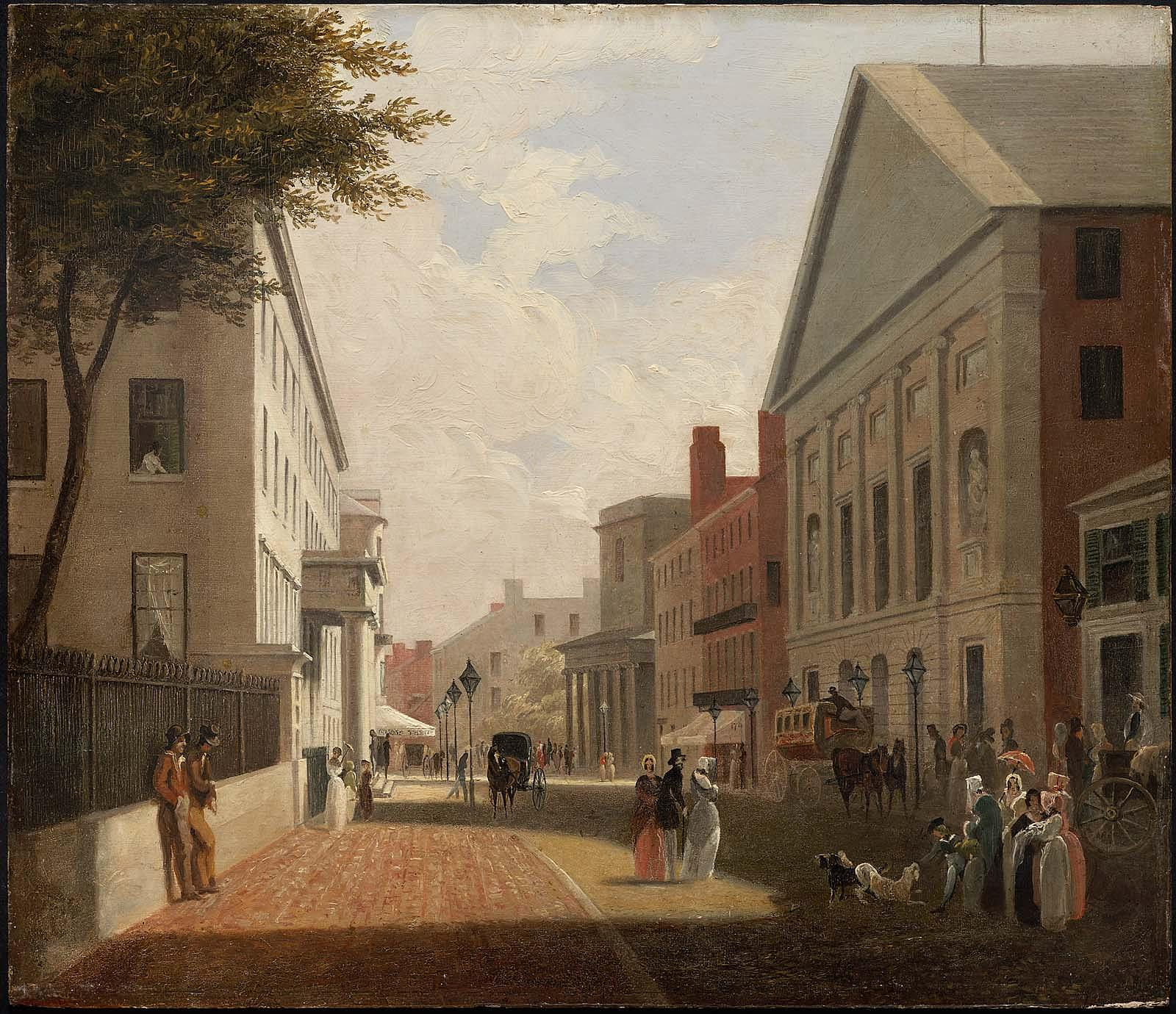
1843年頃、トレモント・ストリート。右奥にキングス・チャペルが見える。フィリップ・ハリー画(ボストン美術館所蔵)。

1758年製のウィリアム・バーベックおよび見習工による手彫りのコリント式の木造の柱が内部にある。座席はボックス席で、当初その多くが席料を払った信者家族が占拠しており、個々に装飾を施していた。1920年代に設置された座席が現存している。
1723年にオルガンが導入されて以来、キングス・チャペルにおいて音楽が重要な役割を担っている。1964年に設置されたC・B・フィスク社製の6代目のオルガンが現存している。1756年製のオルガンの継ぎ目細工や彫刻で装飾され、1900年代の平均的なヨーロッパの教会オルガンと比較してやや小さかった。42年間、著名なアメリカ人作曲家ダニエル・ピンカムがオルガン奏者および音楽監督を務めていた。ハインリヒ・クリステンセンがピンカムの後任となった。
教会の鐘はイギリスから持ちこんだもので、1772年に取りつけられた。1814年に一度壊れてしまうが、ポール・リビアによって修復され、付け直された。リビアの鋳造所で最大、リビア自身最後の鐘となった。以後、礼拝のときには必ずこの鐘が鳴らされている。
入植者ウィリアム・ヴァサルの兄弟、マサチューセッツ湾会社の特許権所有者、マサチューセッツ湾植民地の初期の代表者であるサミュエル・ヴァサルの記念碑が教会内部に設置されている。ロンドンのサミュエル・ヴァサルは1629年に特許権を獲得したが、ニューイングランドを訪れたことはなくロンドンに留まっていた。兄弟のウィリアムはジョン・ウィンスロップと度々衝突し、最終的に自らシチュエイト町から出て行った。
ロンドン商人であったサミュエル・ヴァサルの記念碑にはチャールズ1世の課税に反抗したことが記されている。1640年から1641年、ヴァサルはロンドンで国会議員として活動し、チャールズ1世の命令で取り壊されたとされるヴァサルの邸宅のいくつかを改修した。メイン州バッサルボロの名のもととなったウィリアム・ヴァサルを含むマサチューセッツのヴァサル家はアメリカ独立戦争時にロイヤリストとなりイングランドに逃れた。

## 墓地
同教会の墓地には歴史上の重要人物が数多く埋葬されている。教会・墓地ともにフリーダムトレイルに沿った名所となっており、ボストンへの観光客が数多く訪れる。1630年から1660年の30年間、ボストンで唯一の墓地であった。